# ماتيلدا فرج الله
ماتيلدا فرج الله (23 فبراير 1968-) إعلامية عراقية لبنانية تقدم برنامج «هن» في قناة الحرة.

## حياتها الخاصة
ولدت في منطقة الحمرا لأب عراقي غازي عابد، وأمها اللبنانية جمانة ناضر
تنقلت بين الحمرا وفردان، عاشت فترة الحرب الأهلية وأصابتها نيرانها خلال انفجار استهدف محل جارهم وسقط الجدار والنافذة عليها وهي في الرابعة عشرة من عمرها تاركاً جرحاً مختوماً في الوجه والرجل.
تابعت إكمال دراستها الجامعية في قسم الأدب الفرنسي في الجامعة اللبنانية في الفنار.
لذلك تنوعت إقامتها بين منزل جدتها في المنطقة الشرقية ومنزل والدها في المنطقة الغربية،
تزوجت من العميد نادر فرج الله. وأنجبت في العشرينات من عمرها ابنتها ليا.

## مشوارها المهني
عملت مع المخرج فؤاد خوري ابن الصحافي رفيق خوري في تقديم برامج مصورة لشبكة أوربت الإعلامية ثمّ تعاملت مع قناة إن بي إن بمباركة الصحافي يحيى جابر الذي طلب منها أن تقدم برنامجاً تلفزيونياً شبيهاً ببرنامجها الاذاعي «صفحة حرة»
أول إطلالة تلفزيونية محلية لها كانت في برنامج «بلا حرج».
قدمت برنامج  الإنسان في السياسة  الذي حاورت فيه العديد من رجال السياسة وعلى مسؤوليتك على مدى خمسة عشر عاما
بعد أن أنجبت ماتيلدا ابنها رواد
عادت في العام 2000 لتقدم برنامجاً سياسياً انتخابياً على قناة إن بي إن تحت عنوان «شو مشروعك» الشبيه إلى حد بعيد ببرنامجها الاذاعي «الوجه الآخر» الذي قدّمته في العام 1996 في إذاعة لبنان الحر.
ثمّ دخلت في برنامج «بتجرد» ايضاً في قناة إن بي إن الذي أوقف لأسباب لم ترغب في الخوض فيها وانتقلت بعدها إلى قناة المرأة العربية «هي» لتقدم «عالمكشوف» و«جرئ جداً».
قدمت أخبار المستقبل ثم برنامج نبض على تلفزيون المستقبل الذي اوقف بعد فترة وجيزة 
عام 2013 قدمت برنامج تاريخ يشهد مع ليلى عبد اللطيف على شاشة المؤسسة اللبنانية للإرسال لمدة تسعة أشهر 
تلقت عرضا من قناة الحرة العراقية لتقديم برنامج لكن الإدارة خيرتها بين عملها في ال بي سي وقناة الحرة فاختارتها مغادرة شاشة ال بي سي لتتفرغ لإعداد وتقديم برنامجها هن بمشاركة نيرفانا إدريس التي تطرح فيه قضايا اجتماعية حساسة.في عام 2025
قدمت برنامج على يوتيوب بعنوان «اعترافات» شاركته فيه ابنتها ليا من انتاج شركة «ووركيننغ تايتل» الإماراتية.